# Alexandr Šilov
Alexandr Šilov (rusky: Александр Шилов; * 1994 Chabarovsk) je ruský reprezentant ve sportovním lezení, medailista ze závodů světového poháru v lezení na rychlost.

## Výkony a ocenění
- 2015: bronz na mistrovství Ruska
- 2018: dvě stříbrné medaile v závodech světového poháru

### Závodní výsledky
| Mistrovství světa | Mistrovství světa | Mistrovství světa |
| Rok               | 2016              | 2018              |
| ----------------- | ----------------- | ----------------- |
| Rychlost          | 43                | 11                |
| nejrychlejší čas  |                   |                   |

| Světový pohár       | Světový pohár | Světový pohár | Světový pohár   | Světový pohár | Světový pohár   |
| Rok                 | 2014          | 2015          | 2016            | 2017          | 2018            |
| ------------------- | ------------- | ------------- | --------------- | ------------- | --------------- |
| Rychlost            |               |               |                 | 17            | 5               |
| jednotlivě* (0/2/0) | ,11,10,       | ,6,8,11,6,5,  | ,13,16,13,8,12, | ,13,7,9,15,   | ,,,5,,10,10,71, |

* poznámka: nalevo jsou poslední závody v roce
| Mistrovství Evropy | Mistrovství Evropy |
| Rok                | 2015               |
| ------------------ | ------------------ |
| Rychlost           | 6                  |
| nejrychlejší čas   |                    |

| Mistrovství Ruska | Mistrovství Ruska |
| Rok               | 2015              |
| ----------------- | ----------------- |
| Rychlost          | 3                 |